# Смолинське (Каменський міський округ)
Смо́линське (рос. Смолинское) — село у складі Каменського міського округу Свердловської області.
Населення — 21 особа (2010, 8 у 2002).
Національний склад станом на 2002 рік: росіяни — 95 %.